# Somme-Soude
Die Somme-Soude (im Oberlauf Somme genannt) ist ein Fluss in Frankreich, im Département Marne in der Region Grand Est.

## Verlauf
Sie entspringt unter dem Namen Somme im Ortsgebiet von Sommesous und entwässert in mehreren großen Schleifen in generell nördlicher Richtung durch das Zentrum der Champagne. Bei Villeseneux mündet von rechts die Soude ein, ab hier trägt der Fluss die Bezeichnung Somme-Soude. Nach insgesamt rund 60 Kilometern mündet der Fluss an der Gemeindegrenze von Jâlons und Aulnay-sur-Marne als linker Nebenfluss in die Marne.
Die Au- oder Galeriewälder entlang des Flusses bilden eine landschaftliche Abwechslung in der sonst an Gehölzen armen Trockenen Champagne.

## Etymologie
Der Name des Quellortes Sommesous ist sprachlich interessant: Somme, hier ja Name des Flusses, bedeutet „oberste“ und ist in der Champagne vorderer Namensbestandteil mehrerer Orte an den Quellen anderer Flüsse, z. B. Sommevesle an der Quelle der Vesle. Und sous bedeutet „unter“.

## Orte am Fluss
(Reihenfolge in Fließrichtung)
- Sommesous
- Haussimont
- Vassimont-et-Chapelaine
- Lenharrée
- Écury-le-Repos
- Clamanges
- Villeseneux
- Germinon
- Vélye
- Chaintrix-Bierges
- Vouzy
- Pocancy
- Champigneul-Champagne
- Jâlons
- Aulnay-sur-Marne